# Wereldkampioenschappen triatlon lange afstand 2009
Het wereldkampioenschap triatlon lange afstand 2009 vond plaats op 25 oktober in het Australische Perth. De wedstrijd ging over de ITU 3OD (3 km zwemmen, 80 km fietsen en 20 km hardlopen). Bij de mannen ging de overwinning naar de Amerikaan Timothy O'donnell, die in 3:48.15 over de finish kwam. De Britse Jodie Swallow schreef de wedstrijd op haar naam in 4:07.38. Hiermee had zij meer dan tien minuten voorsprong op de nummer twee Rebekah Keat uit Australië.

## Uitslagen

### Mannen
| rang   | naam                   | land | tijd     |
| ------ | ---------------------- | ---- | -------- |
| Goud   | Timothy O'Donnell      | USA  | 03:48.15 |
| Zilver | Sylvain Sudrie         | FRA  | 03:49.22 |
| Brons  | Martin Jensen          | DEN  | 03:49.33 |
| 4      | Jan Řehula             | CZE  | 03:50.25 |
| 5      | Paul Ambrose           | GBR  | 03:50.38 |
| 6      | Francois Chabaud       | FRA  | 03:51.12 |
| 7      | Leon Griffin           | AUS  | 03:52.57 |
| 8      | Julien Loy             | FRA  | 03:54.39 |
| 9      | Kieran Doe             | NZL  | 03:56.49 |
| 10     | Clayton Fettell        | AUS  | 03:56.56 |
| 11     | Clemente Alonso        | ESP  | 03:58.21 |
| 12     | Aaron Farlow           | AUS  | 04:00.18 |
| 13     | Paul Matthews          | AUS  | 04:00.52 |
| 14     | Duncan Milne           | NZL  | 04:01.34 |
| 15     | Liam Scopes            | NZL  | 04:02.39 |
| 16     | Guilherme Monocchio    | BRA  | 04:03.01 |
| 17     | Hervé Banti            | MON  | 04:03.32 |
| 18     | Sean O'neill           | AUS  | 04:04.51 |
| 19     | Axel Zeebroek          | BEL  | 04:06.52 |
| 20     | Jason Crowther (1978)  | AUS  | 04:07.15 |
| 21     | Kevin Clark            | HKG  | 04:08.34 |
| 22     | Ben Hoffman            | USA  | 04:11.49 |
| 23     | Petr Vabroušek         | CZE  | 04:13.57 |
| 24     | Daiki Masuda           | JPN  | 04:20.06 |
| 25     | Jim Lubinski           | USA  | 04:28.59 |
| 26     | Adam Jensen            | USA  | 04:30.24 |
| 27     | Phillipe Van Der Leeuw | RSA  | 04:36.21 |
| 28     | Paul Westwood          | NZL  | 04:47.01 |

### Vrouwen
| rang   | naam                   | land | tijd     |
| ------ | ---------------------- | ---- | -------- |
| Goud   | Jodie Swallow          | GBR  | 04:07.38 |
| Zilver | Rebekah Keat           | AUS  | 04:18.49 |
| Brons  | Delphine Pelletier     | FRA  | 04:19.27 |
| 4      | Sibylle Matter         | SUI  | 04:21.42 |
| 5      | Lucie Zelenková        | CZE  | 04:26.47 |
| 6      | Amelia Pearson         | AUS  | 04:28.20 |
| 7      | Lisa Marangon          | AUS  | 04:30.37 |
| 8      | Merja Kiviranta        | FIN  | 04:31.10 |
| 9      | Pip Taylor             | AUS  | 04:31.54 |
| 10     | Rebecca Witinok- Huber | USA  | 04:33.18 |
| 11     | Melissa Vandewater     | AUS  | 04:34.35 |
| 12     | Eva Janssen            | NED  | 04:36.30 |
| 13     | Charlotte Mcshane      | AUS  | 04:41.25 |
| 14     | Susana Santos          | BRA  | 04:43.13 |
| 15     | Jolene Wilkinson       | USA  | 04:43.22 |
| 16     | Riana De Lange         | RSA  | 04:46.23 |
| 17     | Annie Warner           | USA  | 04:47.35 |
| 18     | Fiorella D'croz        | COL  | 04:48.04 |
| 19     | Saki Kubota            | JPN  | 05:08.44 |